# Follow You, Follow Me
Follow You, Follow Me – ballada rockowa brytyjskiego zespołu Genesis, zamieszczona na albumie …And Then There Were Three…. W marcu 1978 utwór został wydany na singlu. „Follow You…” stał się pierwszym międzynarodowym hitem formacji, który był pierwszym ich utworem w Top 40 amerykańskiej listy przebojów i Top 10 brytyjskiej liczby przebojów. Piosenka jest pierwszą oznaką odstępowania grupy od pierwotnego stylu – progresywnego rocka – i zwrócenia się ku bardziej popowej muzyce.
Muzyka piosenki została napisana przez Tony’ego Banksa, Phila Collinsa i Mike’a Rutherforda, do słów tego ostatniego.